# Gibson L-4

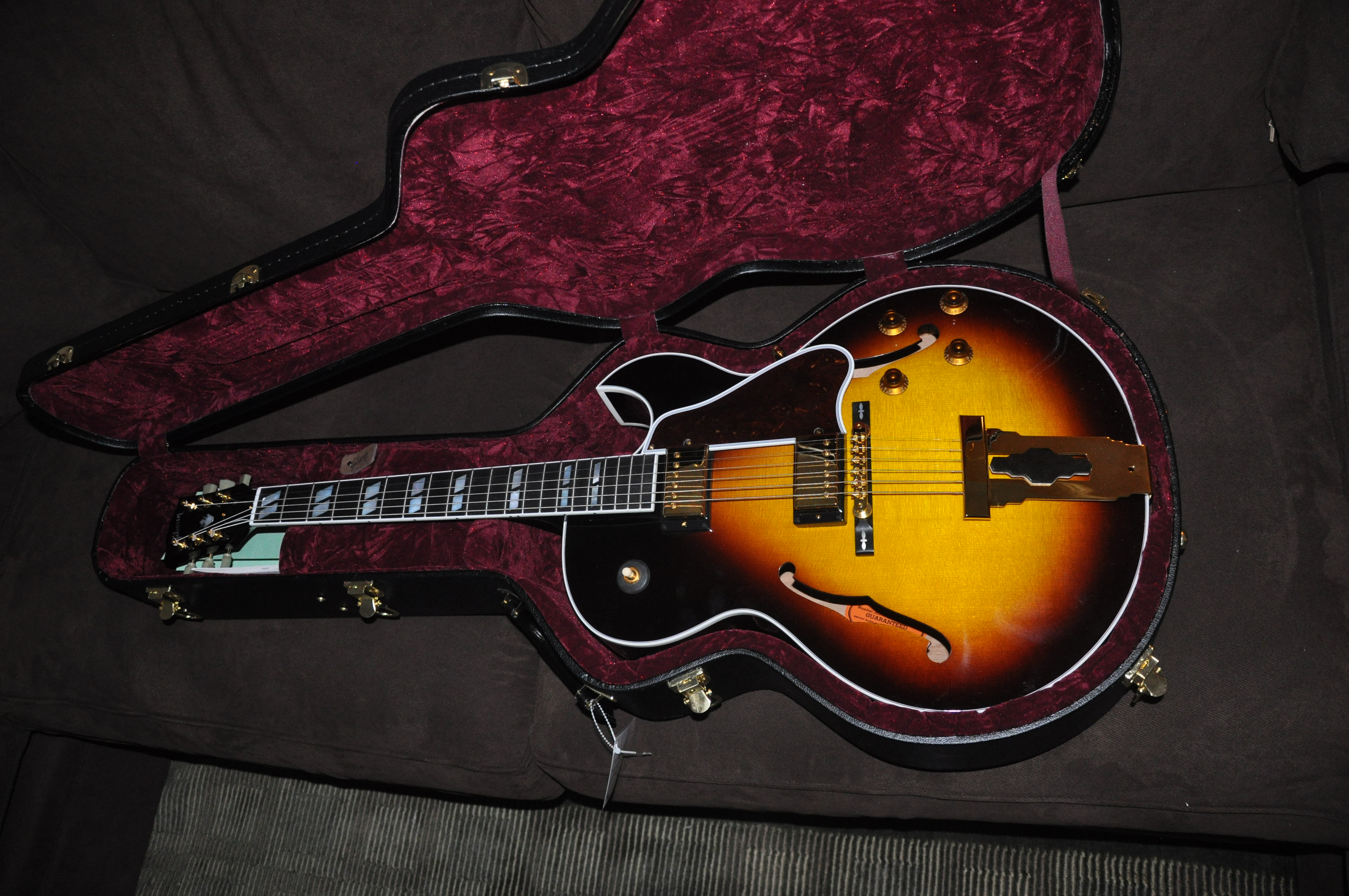
Une Gibson L-4CES, électrique à pan coupé, des années 2000-2010.

Gibson L-4 est le nom d'une gamme de guitares acoustiques et électriques fabriquées par Gibson Guitar Corporation et produites à partir de 1912,.
Le modèle initial, produit jusqu'en 1956 avec une interruption entre 1941 et 1945 pour raisons de guerre, est un des premiers modèles de guitares acoustiques à table bombée de la marque, sans pan coupé, dont la caisse mesure 16 pouces (largeur maximale). Il est d'abord pourvu d'une ouïe centrale ronde, puis ovale, puis de deux ouïes « en f » ; le manche rejoint le corps à la 14e case. Après l'arrivée au catalogue de la Gibson L-5 et de plusieurs autres (L-7, L-10, L-12, Super 400, etc.), la L-4, qui représente au départ le haut de la gamme de la marque, perd progressivement divers éléments décoratifs et se retrouve en milieu de gamme.
Les premières L-4 à pan coupé dit de coupe florentine arrivent en 1949, avec la L-4C. Ce modèle est créé en même temps que la Gibson ES-175. Ces deux modèles sont de formes similaires mais la L-4C (et L-4CN, pour Natural, le modèle en finition bois naturel) est alors uniquement une guitare acoustique, donc dépourvue de micro, et présente une table en épicéa massif sculpté alors que sa cousine ES-175 possède une table en bois laminé. Le succès limité de la L-4C provoquera sa disparition en 1971, avec une production totale (tous coloris confondus) inférieure à 2 000 unités, alors que l'ES-175 est restée disponible sans interruption depuis sa création.
À partir de 1987, Gibson propose à nouveau un modèle de L-4 nommé L-4CES, le suffixe indiquant un modèle électrique (CES pour Cutaway Electric Spanish, soit « électrique “espagnole” à pan coupé »). Le dessin reprend celui du modèle de 1949 en y ajoutant deux micros de type humbucker identiques à ceux de l'ES-175, et un dos et des éclisses en acajou. Toutefois, le micro grave de la L-4CES est positionné plus près du manche que celui de l'ES-175. Ceci, en plus de la table massive, procure à la L-4 un son plus rond et plus aéré. C'est un modèle qui représente la fabrication artisanale traditionnelle de chez Gibson, en particulier sa table massive sculptée à la main.